# À boire
Pour plus de détails, voir Fiche technique et Distribution.
À boire est un film français réalisé par Marion Vernoux, sorti en 2004.

## Synopsis
Inès Larue vient de se faire larguer avec une note d'hôtel de 12 000 euros, Pierre-Marie Archambault est un médecin alcoolique en cure de sevrage, Seb Abd Al Abbas a un bras cassé et ses vacances sont à l'eau. Trois personnages coincés dans le froid d'une station de ski, et qui auraient bien besoin d'un petit verre…

## Fiche technique
- Titre : À boire
- Réalisation : Marion Vernoux
- Scénario : Thomas Bidegain, Frédéric Jardin et Marion Vernoux
- Producteurs : Marco Cherqui, Alain Rozanès, Pascal Verroust, assistés de Jennifer Sabbah
- Sociétés de production : ADR Productions, Chic Films, France 3 Cinéma, Rhône-Alpes Cinéma, Les Productions en Cabine, Canal+, CinéCinema, CNC
- Société de distribution : Rezo Films
- Photographie : Dominique Colin et Olivier Raffet
- Montage : Camille Cotte
- Casting : Antoinette Boulat
- Décors : François Emmanuelli et Marie Cheminal
- Costumes : Virginia Vogwill
- Coiffure : Christian Gruau et Reunan Ansquer
- Coordination des cascades : Rémi Canaple
- Musique : Nico Bogue
- Pays d'origine : France
- Genre :  comédie
- Durée : 90 minutes
- Budget : 4,4 millions d'euros
- Box-office France : 53 082 entrées

## Distribution
- Emmanuelle Béart : Irène Larue
- Édouard Baer : Pierre-Marie Archambault
- Atmen Kelif : Sébastien "Seb" Abd Al Abbas
- Yves Verhoeven : Serge-André
- Jean-Michel Tinivelli : Patrick
- Pierre-Louis Lanier : le réceptionniste
- Claude Perron : Madame Guibal
- Jackie Berroyer : Monsieur Guibal
- Marina Foïs : Bénédicte
- Tom Assas : petit garçon maghrebin
- Rebecca Bernier : enfant plâtré
- Fanny Bichard : femme de chambre 2
- Marie-Pierre Braisaz : Une cliente de Pierre-Marie
- Christelle Carlier : la femme
- Alexandra Carlioz : hôtesse
- Audrey Chareras : femme de chambre
- Jérôme Colonna : medecin remplaçant
- Philippe Cotten : barman boîte de nuit
- Chantal Derippe : dame chic
- Marianne Desmons : réceptionniste
- Abderrazak Fitas : Nouredine
- Bernadette Guglielmetti : femme de chambre 1
- Véronique Jacquet : maman de l'enfant plâtré
- Isabelle Lagarde : infirmière
- Jean-Michel Marin : un poivrot
- Élisabeth Merie : cocotte
- Jean-Marie Niel : un poivrot
- Barbara Oliz : la masseuse
- Hélène Pierre : serveuse
- Karine Richer : radiologue
- Roméo Sampaio : Aurélien
- Alexandra Sarrazin : serveuse boîte de nuit
- Blandine Schieer : serveuse cocotte
- Simon Soulmana : Baptiste
- Donatien Suner : Julien
- Martine Terrini : Évelyne
- Bruce Vernin : clown
- Bernard Walser : invité
- Jacques Lévy : Docteur Revuz
- Ludovic Abgrall : Jean-Pierre
- Gabriel Opinel : Un poivrot
- Franz Korozek : Allemand
- Reunan Ansquer : Serveur restaurant
- Thierry Schermesser : Serveur terrasse
- Pierre Charvoz : Le barman
- Thomas Bidegain : Le pianiste
- Christian Gruau : Homme chambre 408
- Laurent Bastian : Invité Guibal
- Mikis Cerieix : Dragueur

## Autour du film
- Le film a été tourné à la station de Val-d'Isère en Savoie.
- Marion Vernoux avait pensé pour le rôle principal à Karin Viard puis Marion Cotillard, avant de choisir finalement Emmanuelle Béart.